# Pascal Markowsky
Pascal Markowsky est un homme politique français né le 22 juillet 1954 à Valenciennes, membre du Rassemblement national et élu député le 7 juillet 2024.

## Biographie
Natif du Nord de la France, petit-fils de mineur polonais, Pascal Markowsky a été militaire, puis restaurateur avant de faire carrière comme chef d’entreprise dans l’imprimerie,.
Engagé au Front national depuis les années 1980, il est élu au Conseil régional de Poitou-Charentes en 1992, et siège au Conseil régional de Nouvelle-Aquitaine.
Il siège également comme conseiller municipal d'opposition de Saint-Georges-d'Oléron.
Il se présente en 2022 aux élections législatives de la quatrième circonscription de la Charente-Maritime mais échoue face à  Raphaël Gérard.
En 2024 il est élu au second tour avec 50,74% des suffrages exprimés face au député sortant soit 909 voix d'écart.
Il est marié avec la députée européenne et déléguée départementale du RN en Charente-Maritime Séverine Werbrouck.

## Controverses

### Groupe de conversation sur Facebook
Selon le journal Les Jours, Pascal Markowsky, ainsi que quatorze autres députés du Rassemblement National, aurait fréquenté un groupe de conversation sur Facebook contenant des propos racistes et des appels au meurtre. Il en serait resté membre de 2017 à 2024,.

### Frais de déplacement
Lors de la campagne des législatives 2024, Pascal Markowsky déclare avoir parcouru 25 000 kilomètres (soit la moitié de la circonférence de la Terre) et réclame le remboursement de 22 423 euros après sa victoire. La CNCCFP conclut à une « surévaluation »,, il n'a bien entendu pas parcouru autant de kilomètres.

### Commandes à son entreprise avec de l'argent public
En juin 2025, le journal Les Jours révèle que Pascal Markowsky se rémunère avec une entreprise d'impression dont il est actionnaire principal (avec son épouse Séverine Werbrouck) et à laquelle il passe des commandes avec l'argent public lié à son mandat de député. Le montant des marges réalisés par l'entreprise est de plus de 40 000 €. Son imprimerie n'a pas d'imprimante, il sous-traite la production des tracts à une autre société et prélève au passage une marge.